# R. H. Long Company

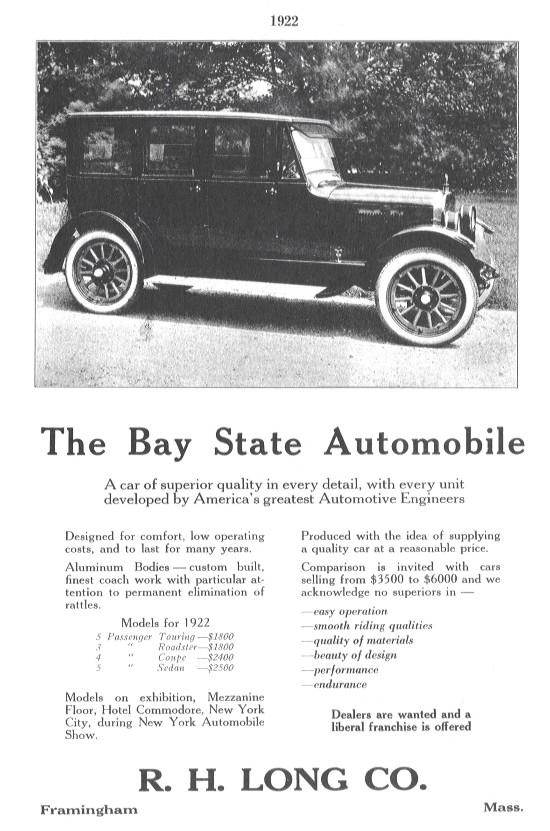
Anzeige des Unternehmens von 1922

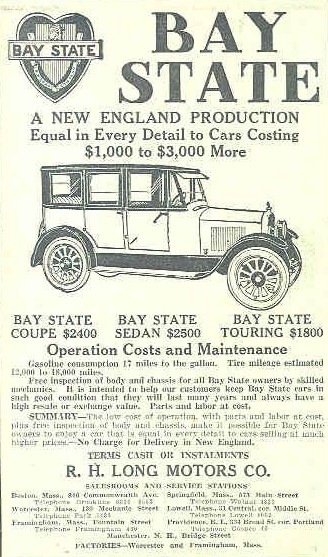
Weitere Anzeige von 1922

R. H. Long Company war ein US-amerikanischer Hersteller von Automobilen.

## Unternehmensgeschichte
Richard H. Long gründete 1922 das Unternehmen in Framingham in Massachusetts. Konstrukteur war Herbert C. Snow, der vorher bei Peerless, Willys-Overland und Winton tätig war. Die Produktion von Automobilen begann, die als Bay State vermarktet wurden. Die erste Präsentation fand im Januar 1922 anlässlich der New York Automobile Show statt. Hauptabsatzmärkte waren Massachusetts, Connecticut, Manchester in New Hampshire und Brooklyn. Nach guten Verkaufszahlen in den ersten beiden Jahren folgte der Niedergang des unterkapitalisierten Unternehmens. 1926 endete die Produktion. Insgesamt entstanden 1588 Fahrzeuge. Die Luxor Cab Manufacturing Company übernahm das Werk.
Es bestand keine Verbindung zur Bay State Automobile Company, die den gleichen Markennamen verwendete.

## Fahrzeuge
Erste Baureihe war das Model 1. Ein Sechszylindermotor von der Continental Motors Company mit 58 PS Leistung trieb es an. Der Motortyp wurde anfangs 7-R genannt und später 8-R. Der Radstand betrug 307 cm. 1922 gab es dieses Modell als viersitziges Coupé und als fünfsitzige Limousine. 1923 kamen fünfsitzige Tourenwagen, dreisitzige Roadster, fünfsitzige Brougham und siebensitzige Limousine dazu. Für 1924 und 1925 ergänzten noch sportlich ausgelegte fünfsitzige Tourenwagen und Limousinen die Auswahl. Die siebensitzige Limousine hatte nun 325 cm Radstand.
Das Model 2 kam 1924 dazu. Es hatte einen Achtzylinder-Reihenmotor von Lycoming, der 60 PS leistete. Radstand und Aufbauten entsprachen dem ersten Modell.

## Modellübersicht
| Jahr      | Modell  | Zylinder | Leistung (PS) | Radstand (cm) | Aufbau |
| --------- | ------- | -------- | ------------- | ------------- | --- |
| 1922      | Model 1 | 6        | 58            | 307           | Coupé 4-sitzig, Sedan 5-sitzig                                                                                               |
| 1923      | Model 1 | 6        | 58            | 307           | Tourenwagen 5-sitzig, Roadster 3-sitzig, Coupé 4-sitzig, Sedan 5- und 7-sitzig, Brougham 5-sitzig                            |
| 1924–1925 | Model 1 | 6        | 58            | 307           | Roadster 3-sitzig, Tourenwagen 5-sitzig, Sport Tourenwagen 5-sitzig, Sedan 5-sitzig, Brougham 5-sitzig, Sport Sedan 5-sitzig |
| 1924–1925 | Model 1 | 6        | 58            | 325           | Sedan 7-sitzig |
| 1924–1925 | Model 2 | 8        | 60            | 307           | Roadster 3-sitzig, Tourenwagen 5-sitzig, Sport Tourenwagen 5-sitzig, Sedan 5-sitzig, Brougham 5-sitzig, Sport Sedan 5-sitzig |
| 1924–1925 | Model 2 | 8        | 60            | 325           | Sedan 7-sitzig |

## Produktionszahlen
| Jahr  | Produktionszahl |
| ----- | --------------- |
| 1922  | 710             |
| 1923  | 617             |
| 1924  | 213             |
| 1925  | 48              |
| Summe | 1588            |